# The Chosun Ilbo
The Chosun Ilbo (lit. Korea Daily News) é um dos principais jornais da Coreia do Sul.  Com uma circulação diária de aproximadamente 2.200.000 exemplares, o Chosun Ilbo se comprometeu com as inspeções anuais desde que o Audit Bureau of Circulations foi estabelecido em 1993. O Chosun Ilbo e sua companhia subsidiária, Digital Chosun, opera o site de notícias Chosun.com, que também publica versões web do jornal em inglês, chinês e japonês.
Chosun.com é classificação como o site de notícias coreano número um pela companhia de pesquisas de Internet Rankey.com.

## História
A organização de mídia recebeu esse nome da última dinastia na história da Coreia, que é também o nome que é usado para se referir à Coreia na Coreia do Norte (ver Nomes da Coreia).
A Chosun Ilbo Establishment Union foi criada em setembro de 1919, e a empresa Chosun Ilbo foi fundada em 5 de março de 1920. O jornal criticou, e às vezes esteve diretamente oposto, as ações do governo pró-japonês durante o domínio colonial japonês (1910-1945).
Em 27 de agosto de 1920, o Chosun Ilbo foi suspenso depois que publicou um editorial criticando fortemente o uso de força excessiva pela polícia japonesa contra os cidadãos coreanos. Este foi a primeira de uma série de suspensões.
Em vinte anos desde a sua fundação, o jornal foi suspenso pelo governo japonês por quatro vezes, e seus conteúdos confiscados mais de 500 vezes antes de 1932. Por causa da falência, a propriedade mudou de mãos, e a organização de notícias caíu sob um controle mais apertado dos japoneses para se tornar uma das organizações mais influentes para colaborar com o governo colonial.
Quando a Coreia conquistou a independência em 1945, o Chosun Ilbo voltou a ser publicado depois de cinco anos e três meses de hiato.

## Subsidiárias
Além de jornal diário, a companhia também publica semanalmente Jugan Chosun, mensalmente Wolgan San (lit. Montanha Mensal), e outros jornais e revistas. As subsidiárias incluem a Digital Chosun, Wolgan Chosun, Edu-Chosun, ChosunBiz e TV Chosun.